# Chiaki
Chiaki (jap. ちあき, チアキ) – imię japońskie noszone zarówno przez kobiety i mężczyzn.

## Możliwa pisownia
Chiaki można zapisać, używając wielu różnych znaków kanji i może znaczyć m.in.:
- 千秋, „tysiąc, jesień”
- 千明, „tysiąc, jasny”
- 千晶, „tysiąc, skrzyć”
- 千晃, „tysiąc, czysty”
- 智昭, „mądrość, błyszczący”

## Znane osoby
- Chiaki Ishikawa (智晶), japońska piosenkarka
- Chiaki J. Konaka (千昭), japoński pisarz i scenarzysta
- Chiaki Kawamata (千秋), japoński pisarz science fiction i krytyk
- Chiaki Kon (千秋), japońska reżyserka anime
- Chiaki Kuriyama (千明), japońska modelka, gimnastyczka i aktorka
- Chiaki Maeda (ちあき), japońska seiyū
- Chiaki Morosawa, japoński seiyū
- Chiaki Mukai (千秋), japońska astronautka (specjalista ładunku JAXA), lekarz

## Fikcyjne postacie
- Chiaki Minami (千秋), bohaterka Minami-ke[2]
- Chiaki Saionji, główna bohaterka mangi The Demon Ororon
- Chiaki Tani (千明), bohater serii Samurai Sentai Shinkenger
- Chiaki Mamiya, bohater O dziewczynie skaczącej przez czas[3]
- Chiaki Nagoya, bohater Kamikaze kaitō Jeanne[4]
- Chiaki Nanami (千秋), bohaterka serii Danganronpa